# Andreea Răducan
Andreea Mădălina Răducan (Bârlad, 30 de setembro de 1983) é uma ex-ginasta romena, que competiu em provas da ginástica artística.
Răducan começou a competir na ginástica ainda criança e ingressou na equipe nacional romena aos doze anos. Como uma das ginastas proeminentes do time romeno no final dos anos 1990, Răducan era conhecida tanto por seu difícil repertório de competências, quanto por sua dança e apresentação. Ao longo de seus quatro anos de carreira sênior, ganhou medalhas em todas as competições - Jogos Olímpicos e Campeonatos Mundiais, em todos os eventos, exceto nas barras assimétricas, e conquistou ainda três títulos individuais em Campeonatos Mundiais: no solo em 1999 e 2001 e na trave em 2001.
Pega por doping em 2000, seu retorno veio no ano seguinte após os Jogos Olímpicos, no Campeonato Mundial, onde ganhou mais cinco medalhas. Em 2002, aposentou-se definitivamente da modalidade.

## Biografia
Andreea nasceu na cidade de Bârlad, em 1983 e tem um irmão chamado Sorin, três anos mais jovem. Em sua cidade natal, as única oportunidades para a prática do esporte eram no atletismo e na ginástica. Seu pai, jogador de futebol na adolescência, queria que os filhos possuíssem uma carreira desportiva. A inspiração para a filha eram as lembranças de Nadia Comaneci e suas notas dez nos Jogos Olímpicos de Montreal, além da possibilidade de vê-la no lugar mais alto do pódio – algo que nunca conquistou. Para a satisfação de seus pais, ao ser posta em uma escola de ginástica, Andreea não demonstrara medo e rapidamente tornou-se uma jovem polivalente na modalidade.

## Carreira
Răducan iniciou-se na ginástica artística em 1987, aos quatro anos de idade. Aos doze, já era membro integrante da equipe nacional romena e aos quinze, tornou-se membro da equipe principal nacional.

### ROM Júnior
Foram três os anos da ginasta na categoria júnior do país. Andreea Răducan foi uma atleta da "nova geração de ginastas", preparadas para assumir a equipe romena de ginástica após as aposentadorias das medalhistas olímpicas Lavinia Miloşovici e Gina Gogean. Ela começou na ginástica com quatro anos e meio de idade em sua cidade natal, Bârlad. Em 1996, após a conquista de vinte medalhas em competições locais e regionais, ela foi convidada para treinar com a equipe júnior romena, em Oneşti. Dois anos mais tarde, foi promovida para o centro nacional de formação em Deva.
O primeiro grande evento internacional de Andreea foi o Campeonato Europeu Júnior de 1998, quando conquistou uma medalha de prata na trave de equilíbrio, um bronze no solo, e um quarto lugar no individual geral.

### ROM Sênior
Em 1999, Raducan subiu para a categoria sênior e causou boa impressão no Campeonato do Mundial em Tianjin, na China. Enquanto o trabalho de Răducan nas barras assimétricas foi considerado fraco, suas competências na trave, salto e solo tiveram considerações opostas. Ela também era admirada por sua grande expressão coreográfica e por possuir uma ampla variedade de habilidades complexas em suas rotinas. No Campeonato Mundial de 1999, o comentarista Bart Conner registrou, "é tão refrescante ver uma romena (ginasta) que saiba dançar!".
Em janeiro de 2000, Raducan disputou o Campeonato Europeu na cidade de Paris, onde conquistou uma medalha de prata no solo e uma medalha de bronze na competição por equipes. Também chegou à final do concurso geral - terminando na sexta posição - e da trave - na qual finalizou em quinto lugar. Ainda em janeiro, disputou a Final da Copa do Mundo, em Glasgow, onde conquistou duas medalhas de ouro: no solo e na trave de equilíbrio, e uma medalha de bronze nas barras assimétricas, além de uma quinta posição no salto. Após os Jogos de Sydney, onde encontrou-se envolvida em um caso de doping, Răducan continuou a treinar em Deva. Com a aposentadoria de suas companheiras de time, Simona Amânar, Maria Olaru e Claudia Presacan, a ginasta encontrou-se como uma das ginastas principais do ginásio e da nação, e acabou por liderar a equipe no Campeonato Mundial de Gante, na Bélgica.
Por conta de lesões e outras preocupações em seu treinamento na temporada de 2002 - após o Campeonato Mundial de 2002 em Debrecen, na Hungria - Raducan aposentou-se da ginástica.

## Campeonatos Mundiais de Ginástica Artística
Foram duas as participação da atleta em campeonatos mundiais. Em ambas as edições, Andreea conquistou medalhas.

### Taijin 1999
Sua estreia em mundiais, deu-se na edição chinesa de Taijin.
Nesta edição, Răducan conquistou duas medalhas de ouro, uma na competição por equipes e outra no solo - na qual tirou a nota 9,837. A ginasta ainda conquistou uma medalha de prata na prova da trave com a nota 9,762, no individual geral, no entanto, a atleta ficou com a quinta posição e fora da disputa por medalhas.

### Gante 2001
Encerrando sua participação em mundiais e atuando em sua segunda edição, Andreea novamente conquistara importantes medalhas em sua carreira.
No campeonato realizado na Bélgica, a ginasta ajudou a equipe romena a conquistar a medalha de ouro na competição por equipes e também conquistou quatro medalhas individuais: Duas delas de ouro - uma no solo e outra na trave - e duas de bronze - uma no concurso geral e outra no salto sobre a mesa.

## Jogos Olímpicos
Răducan competiu nos Jogos Olímpicos de 2000 em Sydney, onde contribuiu, como uma das principais ginastas, para a equipe romena conquistar a medalha de ouro e conquistou uma medalha de prata individualmente na prova do salto. Inicialmente, Andreea também foi a vencedora do individual geral. Porém, fora desqualificada e perdeu o direito a medalha de ouro pouco depois da conclusão da competição, quando se soube que ela havia sido flagrada no teste antidopagem, com o resultado positivo para pseudoefedrina.
Sydney fora sua única participação em Olimpíadas.

### Sydney 2000
Răducan competiu nos Jogos Olímpicos de 2000 em Sydney, para ajudar a equipe romena a conquistar a medalha de ouro por equipes, que não vinha desde 1984. Ela se classifou para final das provas do solo e do salto, e, junto a suas compatriotas Simona Amânar e Maria Olaru, disputou a final do individual geral. Na fase de qualificação, ela ficou com segunda melhor nota entre todas as competidoras, ficando atrás somente da russa Svetlana Khorkina por 0,288 ponto.
A disputa do individual geral estava cercada de polêmica: A mesa na prova do salto fora acidentalmente abaixada em cerca de cinco centímetros, criando uma situação perigosa que alterou completamente as ginastas em pré e pós voos. Como resultado, muitas ginastas sofreram falhas graves e ferimentos durante o aquecimento e na competição, incluindo Khorkina. Uma atleta, a ginasta britânica Annika Reeder, foi ferida o suficiente para retirar-se do restante da competição. Mesmo aquelas que não sofreram alguma lesão, encontravam-se desconcentradas por suas próprias experiências na prova do salto. Quando o erro foi descoberto pela ginasta australiana Allana Slater na terceira rotação, funcionários da Federação Internacional de Ginástica (FIG) recolocaram a mesa na altura correta e permitiram que a competição continuasse. Os juízes permitiram também que as ginastas das duas primeiras rotações, refizessem seus saltos. Contudo, nenhuma das atletas aceitou esta oferta.
Răducan foi uma das ginastas que saltaram quando a mesa estava com altura incorreta, mas não sofreu uma queda no evento, executado sem erros graves. Ela continuou a competição, obtendo um grande desempenho na trave e solo, e acabou com a medalha de ouro no individual geral. No pódio apenas ginastas romenas, já que Amânar ficou com a prata, e Olaru ficou com o bronze. Răducan foi a primeira ginasta romena a conseguir vencer o concurso geral desde Nadia Comaneci em 1976; e também foi a primeira vez desde 1960 que ginastas de um único país conquistaram todas as medalhas e posições no pódio do individual geral nos Jogos Olímpicos de Verão.

#### Doping
Dias após o encerramento da competição, o COI anunciou que o teste antidoping de Răducan tinha dado positivo para pseudoefedrina, uma substância proibida até então. O teste também deu positivo para nurofen, mas como ela era mais alta e mais pesada do que a base de cálculos, a substância não foi registada, pois estava na quantidade permitida, ao contrário do que tinha acontecido com o seu colega mais jovem.
Răducan e seus treinadores sustentaram que ela era inocente, e que como menor, ela tinha apenas seguido o plano de tratamento da equipe médica, Ioachim Oana, tinha recomendado. A noite anterior a competição, tinha sido dado nurofen - uma medicação comum, para ajudar a tratar uma febre e tosse - à jovem ginasta. Andreea também comentou que os comprimidos a haviam feito sentir tonturas, em vez de lhe ajudar de alguma forma. Apesar dos apelos de Răducan, seus treinadores, da Federação Romena de Ginástica e de alguns membros da comunidade da ginástica, ela foi despojada de sua medalha. O ouro foi passado à Simona Amânar, Maria Olaru foi promovida à prata, e Liu Xuan da China ao bronze. Em seguida, os testes de Răducan, das competições por equipe e do salto passaram limpas e ela pôde manter suas conquistas. O médico do time romeno, que deu a Răducan a droga em duas pílulas foi expulso do Jogos e foi suspenso dos Jogos Olímpicos de Inverno de 2002 em Salt Lake City e dos Jogos Olímpicos de Verão de 2004 em Atenas.
Tanto Amânar, quanto Olaru expressaram sua convicção de que era Răducan a merecendora da medalha de ouro na competição, como o fizeram Liu Xuan, que registrou "Sinto-me muito triste  por ela e por esse problema que ocorreu. Na ginástica contamos com a técnica. Não é possível confiar nas drogas ou na força, você tem que confiar na habilidade.". Todas as três desceram numa cerimônia solene quando as medalhas foram reatribuídas. Na sequência do anúncio de que  Răducan seria desqualificada da competição do all around, Maria Olaru e Simona Amânar, inicialmente decidiram recusar suas novas medalhas. No entanto, as ginastas mudaram suas ideias, a fim de levar as medalhas de volta à Romênia. Amânar disse sobre a medalha de ouro: "Eu não a conquistei. Foi conquistado pela Andreea e pertence a Andreea". E de fato Amanar fez regressar a medalha à Răducan de volta na Romênia.

#### Resultados
O caso de Răducan foi levado perante o Tribunal Arbitral do Esporte no final de setembro de 2000. Embora o painel de arbitragem tenha feito Răducan admitir que não tinha qualquer vantagem obtida pela tomada da pseudoefedrina, e que ela era menor de idade e tivesse apenas seguido as instruções do médico, eles também confirmaram a decisão do Comitê Olímpico Internacional. A base da sua decisão era a crença de que o Código Antidopagem das Olimpíadas teve ser executado firmemente, independente das intenções ou da idade do atleta. Răducan foi absolvida de qualquer crime cometido pelo pessoal do Comitê Olímpico Romeno, e, por consequência, não foi submetida à suspensão imposta aos atletas geralmente envolvidos em casos de doping.
O Comitê Executivo da FIG - também por unanimidade - decidiu não impor qualquer punição ou suspensão à Răducan, tendo a postura dela perder a medalha como punição suficiente "para uma atleta que era inocente nessa situação". A FIG, o COI e o ROC concordaram com a punição e suspensão da Dr. Oana, vendo-o como a parte culpada pela administração da substância proibida para a sua equipe e Răducan. Oana foi autorizada a manter a sua licença médica e foi por imperícia desmarcada da Associação de Médicos de Deva, que afirmou que ela não tinha cometido qualquer ofensa "a partir de uma perspectiva médica". Apesar da polêmica, Răducan ainda era vista como uma figura simpática e até mesmo positiva. Ela recebeu uma quantidade significativa de apoio na Romênia e de membros da ginástica, incluindo Nadia Comaneci, que expressaram publicamente seu apoio. Ao voltar para seu país com seus companheiros de time, ela foi pessoalmente cumprimentada e presenteada com flores pelo presidente romeno Emil Constantinescu.
Foi dada a Răducan como substituição uma medalha em ouro puro feita por um joalheiro romeno; ela também recebeu várias menções e patrocínios. A determinada altura, uma boneca de Răducan estava em iniciais trabalhos para ser lançada. Além disso, o prêmio monetário ao qual ela ateria direito, fora dado por um grupo de empresários romenos, que duplicaram os valores de sua medalha simbólica de ouro.. À Andreea, junto com Amânar, foi atribuído um passaporte diplomático pelo governo romeno, por serem "boas embaixatrizes da Romênia".

## Principais resultados
| Ano  | Evento                                    | AA                | Equipe            | Salto sobre o cavalo | Trave             | Barras assimétricas | Solo              |
| ---- | ----------------------------------------- | ----------------- | ----------------- | -------------------- | ----------------- | ------------------- | ----------------- |
| 1998 | Copa Chunichi                             |                   |                   |                      | Medalha de prata  |                     | Medalha de bronze |
| 1998 | Campeonato Europeu (júnior)               |                   |                   |                      | Medalha de bronze |                     | Medalha de prata  |
| 1998 | Campeonato Nacional Romeno                | Medalha de bronze |                   |                      |                   |                     |                   |
| 1999 | Campeonato Nacional Romeno                | Medalha de prata  |                   |                      |                   |                     |                   |
| 1999 | Campeonato Mundial de Ginástica Artística | 5º                | Medalha de ouro   |                      | Medalha de prata  |                     | Medalha de ouro   |
| 1999 | Copa do Mundo – Glasgow                   |                   |                   |                      | Medalha de ouro   |                     | Medalha de bronze |
| 2000 | Campeonato Europeu                        |                   | Medalha de bronze |                      |                   |                     | Medalha de prata  |
| 2000 | Jogos Olímpicos                           | DSQ               | Medalha de ouro   | Medalha de prata     |                   |                     | 7º                |
| 2000 | Copa do Mundo                             |                   |                   |                      | Medalha de ouro   | Medalha de bronze   | Medalha de ouro   |
| 2001 | Copa Chunichi                             |                   |                   | Medalha de ouro      | Medalha de prata  |                     |                   |
| 2001 | Campeonato Nacional Romeno                | Medalha de bronze |                   |                      |                   |                     |                   |
| 2001 | Campeonato Mundial de Ginástica Artística | Medalha de bronze | Medalha de ouro   | Medalha de bronze    | Medalha de ouro   |                     | Medalha de ouro   |
| 2002 | Copa Chunichi                             |                   |                   |                      | Medalha de ouro   |                     | Medalha de prata  |

## Vida após a ginástica
Após se aposentar da ginástica, a ex-atleta graduou-se na Universidade do Oeste de Timisoara.
Atualmente, Răducan é uma locutora esportiva na Romênia. Entre suas atribuições no Eurosport, incluíram-se os comentários dos Jogos Olímpicos de Atenas em 2004. Ela também tem seu próprio programa de televisão e faz diversos trabalhos de modelo e promocionais[carece de fontes?]. Răducan é estudante de mestrado em jornalismo na Universidade de Bucareste.